# Nuoto ai Giochi della XXV Olimpiade - 200 metri rana maschili
Hanno partecipato alle batterie di qualificazione 54 atleti: i primi 8 si sono qualificati per la finale A, i successivi 8 invece si sono qualificati per la finale B.

## Finale A
29 luglio 1992
| Posizione | Atleta          | Paese       | Tempo      |
| --------- | --------------- | ----------- | ---------- |
|           | Mike Barrowman  | Stati Uniti | 2:10.16 RM |
|           | Norbert Rózsa   | Ungheria    | 2:11.23    |
|           | Nick Gillingham | Regno Unito | 2:11.29    |
| 4         | Sergio López    | Spagna      | 2:13.29    |
| 5         | Károly Güttler  | Ungheria    | 2:13.32    |
| 6         | Philip Rogers   | Australia   | 2:13.59    |
| 7         | Kenji Watanate  | Giappone    | 2:14.70    |
| 8         | Akira Hayashi   | Giappone    | 2:15.11    |

## Finale B
| Posizione | Atleta            | Paese          | Tempo   |
| --------- | ----------------- | -------------- | ------- |
| 9         | Rodney Lawson     | Australia      | 2:15.50 |
| 10        | Joaquín Fernández | Spagna         | 2:15.52 |
| 11        | Stephane Vossart  | Francia        | 2:15.52 |
| 12        | Roque Santos      | Stati Uniti    | 2:15.73 |
| 13        | Radek Beinhauer   | Cecoslovacchia | 2:16.07 |
| 14        | Jon Cleveland     | Canada         | 2:16.20 |
| 15        | Javier Careaga    | Messico        | 2:16.55 |
| 16        | F. Postiglione    | Italia         | 2:16.92 |

## Batterie di qualificazione
- Q = Qualificati per la finale A
- q = qualificati per la finale B

| Posizione | Atleta              | Paese               | Tempo          |
| --------- | ------------------- | ------------------- | -------------- |
| 1         | Mike Barrowman      | Stati Uniti         | 2:11.48 Q (RO) |
| 2         | Norbert Rózsa       | Ungheria            | 2:12.95 Q      |
| 3         | Nick Gillingham     | Regno Unito         | 2:13.42 Q      |
| 4         | Károly Güttler      | Ungheria            | 2:14.31 Q      |
| 5         | Kenji Watanabe      | Giappone            | 2:14.35 Q      |
| 6         | Philip Rogers       | Australia           | 2:14.39 Q      |
| 7         | Akira Hayashi       | Giappone            | 2:14.61 Q      |
| 8         | Sergio López        | Spagna              | 2:14.68 Q      |
| 9         | Roque Santos        | Stati Uniti         | 2:14.71 q      |
| 10        | Joaquín Fernández   | Spagna              | 2:14.93 q      |
| 11        | Stephane Vossart    | Francia             | 2:15.11 q      |
| 12        | Javier Careaga      | Messico             | 2:15.59 q      |
| 13        | Rodney Lawson       | Australia           | 2:15.67 q      |
| 14        | Jon Cleveland       | Canada              | 2:15.68 q      |
| 15        | F. Postiglione      | Italia              | 2:15.97 q      |
| 16        | Radek Beinhauer     | Cecoslovacchia      | 2:16.26 q      |
| 17        | Andrea Cecchi       | Italia              | 2:16.38        |
| 18        | Mario González      | Cuba                | 2:16.45        |
| 19        | Frank DeBurghgraeve | Belgio              | 2:16.93        |
| 20        | Gary O'Toole        | Irlanda             | 2:17.66        |
| 21        | Christophe Bourdon  | Francia             | 2:17.68        |
| 22        | Petri Suominem      | Finlandia           | 2:18.01        |
| 23        | Michael Mason       | Canada              | 2:18.64        |
| 24        | Pablo Minelli       | Argentina           | 2:18.70        |
| 25        | Alexandre Yokochi   | Portogallo          | 2:18.97        |
| 26        | Borge Mork          | Norvegia            | 2:19.11        |
| 27        | Petteri Lehtinen    | Finlandia           | 2:20.27        |
| 28        | Lee Concepcion      | Filippine           | 2:20.33        |
| 29        | Christian Poswiat   | Germania            | 2:20.80        |
| 30        | Gustavo Gorriaran   | Uruguay             | 2:21.25        |
| 31        | Nerijus Beiga       | Lituania            | 2:21.65        |
| 32        | Desmond Koh         | Singapore           | 2:21.87        |
| 33        | Kenneth Cawood      | Sudafrica           | 2:21.88        |
| 34        | Ricardo Torres      | Panama              | 2:21.93        |
| 35        | Jason Hender        | Regno Unito         | 2:23.10        |
| 36        | Christophe Verdino  | Monaco              | 2:23.33        |
| 37        | Andrew Rutherford   | Hong Kong           | 2:24.29        |
| 38        | Alexander Savitski  | Squadra Unificata   | 2:24.58        |
| 39        | Christopher Flook   | Bermuda             | 2:24.85        |
| 40        | Joerg Lindermeer    | Namibia             | 2:24.88        |
| 41        | Clifford Lyne       | Sudafrica           | 2:25.66        |
| 42        | Abderzak Bella      | Algeria             | 2:26.35        |
| 43        | Roberto Bonilla     | Guatemala           | 2:28.97        |
| 44        | Jia Han Chi         | Hong Kong           | 2:30.74        |
| 45        | Bernard Desmarais   | Mauritius           | 2:31.52        |
| 46        | Glenn Diaz          | Guam                | 2:34.65        |
| 47        | Danilo Zavoli       | San Marino          | 2:34.87        |
| 48        | Sultan Al-Otaibi    | Kuwait              | 2:35.54        |
| 49        | Ayman Al-Enaizi     | Kuwait              | 2:39.12        |
| 50        | Foy Chung           | Figi                | 2:41.10        |
| 51        | Obaid Al Rumaithi   | Emirati Arabi Uniti | 2:44.61        |
| 52        | Mukhesur Rahman     | Bangladesh          | 2:51.21        |
|           | Todd Torres         | Porto Rico          | SQ             |
|           | Kenny Roberts       | Seychelles          | SQ             |